# 玉山于右任銅像
台灣最高峰玉山山頂上原來有于右任銅像，後來屢遭破壞，現已不存。

## 銅像介紹
1965年時任監察院院長于右任去世後，中華民國政府在玉山主峰樹立其雕像，計3公尺高，本意在補足4,000公尺高度（玉山當時測量數據為海拔3,997公尺），並有尊重于右任遙望大陸遺願「葬我於高山兮，望我大陸」之意。（但後來重測發現，玉山實際高度僅三九五二公尺）。
銅像於1966年興建完成，當時是由教育部責成救國團成立「于右任建像籌備處」，並由中國青年登山社主其事募款，陳一帆雕塑。計，立碑人為吳三連。
興建于右任銅像基座時，水泥用火車運到阿里山，再轉至信義鄉東埔集材場，接著用卡車運上塔塔加鞍部，最後由兩位東埔布農族人伍勝美和全桂林，把重達九十幾公斤的于右任半身銅像、木盒、及銅像基座所需的大量水泥背上山；于右任銅像於1966年8月與排雲山莊一起舉行落成典禮。

## 破壞
1995年11月1日，綠色和平電台主持人林長安與葉博文、陳朝順等上山執行破壞銅像。
一行十一人，包括一對新婚夫妻，以登山來度蜜月，且分送點心予大家，一行人反諷表示「砍頭前要先祭拜」，於是把點心放在銅像前，生火「祭拜」，葉博文邊拜邊念「看你在這受風寒很不忍，還是早點把你送回中國吧」。
祭拜後，葉博文站在另一人肩上爬上銅像基座，銅像頭部後方已有一小洞，「可見老早就有人對這銅像不滿了」，葉博文拿著重達十七公斤的大榔頭一敲，銅像仍未毀，於是葉改用鋼鋸；從下午鋸到月亮出現，方才鋸出一條細縫，現場只剩下林長安與友人及葉博文、陳朝順四人。
此時，卻來了一對男女登山客，葉連忙跳下，四人感到緊張，假裝欣賞風景。這對登山客登頂後，四眺高山景致，還在銅像前駐足，臨走前笑著說「祝你們成功！」葉博文等人愣了一下，才大笑回道「謝謝！謝謝！」
鋸了近三小時後，葉博文拿起榔頭一敲，頭像便斷。四人歡呼，葉博文表示要把頭像帶回去做紀念，但頭像卻在半路上滾出來，由於天色昏暗，他只好放棄找回。
11月15日，各報登出于右任銅像「頭斷」的消息，引起社會熱烈討論，葉博文還特地叩應到林長安主持的廣播節目中說「聽說于右任銅像頭被砍斷了耶」，林長安也回應「對啊，我也有聽說喔」，兩人於是討論起來。
不久後，玉山國家公園管理處派人清山時找到這被鋸斷的頭像，玉管處重新黏回到原來的基座上，但臉上多了一條黏線，清晰可見。
1996年5月初，玉管處接獲山友通報，整個銅像完全被拆除丟入山谷無從找尋。這回玉管處決定改豎立一塊玉山天然巨石，由時任南投縣長林源朗寫下「玉山主峰」四字，並附上「標高三九五二」，直至今日。
由於此次破壞迄今仍未有人出面承認及說明，因此執行者、具體的破壞時間、過程均不詳。

## 動機
葉博文於2007年2月12日接受自由時報專訪時表示，當年大家籌劃鋸斷于右任銅像頭部，就只有「還我玉山原貌」這個單純目的，「全世界沒有一個政權、政府這麼殘暴，這麼沒有文化素養」，人類對大自然應要敬畏；若有人要告他毀損公物，「我就反告侵占國土！」當他朋友知道于右任斷頭事件後，問他為何要這麼做，他回答：「喜馬拉雅山上有設立銅像嗎？」玉山是台灣神聖之地，誰有資格在那裡設立銅像？並表示在玉山上設立銅像，顯見這個國家、政府「毫無文化素養」，不知「敬畏」為何物，不懂得尊敬大自然。
由於葉博文在出面坦承及說明時已經過了法律追訴期，因此他本人未受到任何制裁。

## 外部連結
- 玉山于右任像斷頭 元凶說始末，自由時報